# Josnes
Josnes est une commune française située dans le département de Loir-et-Cher en région Centre-Val de Loire. C'est un village de 862 habitants au dernier recensement de 2022.
Localisée au centre-nord du département, la commune fait partie de la petite région agricole « la Beauce », une vaste étendue de cultures céréalières, oléagineuses (colza) et protéagineuses (pois, féverolle, lupin), avec également de la betterave sucrière, et de la pomme de terre.
L'occupation des sols est marquée par l'importance des espaces agricoles et naturels qui occupent la quasi-totalité du territoire communal. Un espace naturel d'intérêt est présent sur la commune : un site natura 2000.  En 2010, l'orientation technico-économique de l'agriculture sur la commune est la culture des céréales et des oléoprotéagineux. À l'instar du département qui a vu disparaître le quart de ses exploitations en dix ans, le nombre d'exploitations agricoles a fortement diminué, passant de 40 en 1988, à 16 en 2000, puis à 11 en 2010.
Le village fait partie de la région naturelle de Beauce.Le patrimoine architectural de la commune comprend un bâtiment porté à l'inventaire des monuments historiques : le château de Cerqueux.

## Géographie

### Localisation et communes limitrophes
La commune de Josnes se trouve au centre-nord du département de Loir-et-Cher, dans la petite région agricole de la Beauce,. À vol d'oiseau, elle se situe à 27,5 km  de Blois, préfecture du département et à 12,6 km de Beauce la Romaine, chef-lieu du canton de la Beauce dont dépend la commune depuis 2015. La commune fait en outre partie du bassin de vie de Beaugency.
Les communes les plus proches sont : 
Lorges (3,6 km), Briou (3,8 km), Concriers (4,5 km), Séris (4,7 km), Cravant (5,1 km)(45), Roches (5,5 km), Villorceau (5,5 km)(45), Talcy (6,7 km) et Villermain (7,3 km).
Josnes est limitrophe du département du Loiret et la ville la plus proche en est Beaugency, ville riveraine de la Loire à 10 km à l'est. Beaugency est également le point le plus proche de Josnes sur le cours de la Loire. Orléans est à 40 km au nord-est, Paris au nord à 157 km (autoroute A10 jusqu'à Artenay puis N20) ou 163 km (autoroute A10).
Marchenoir, longtemps son chef-lieu de canton, est à 11 km O-N-O.

### Hameaux et lieux-dits

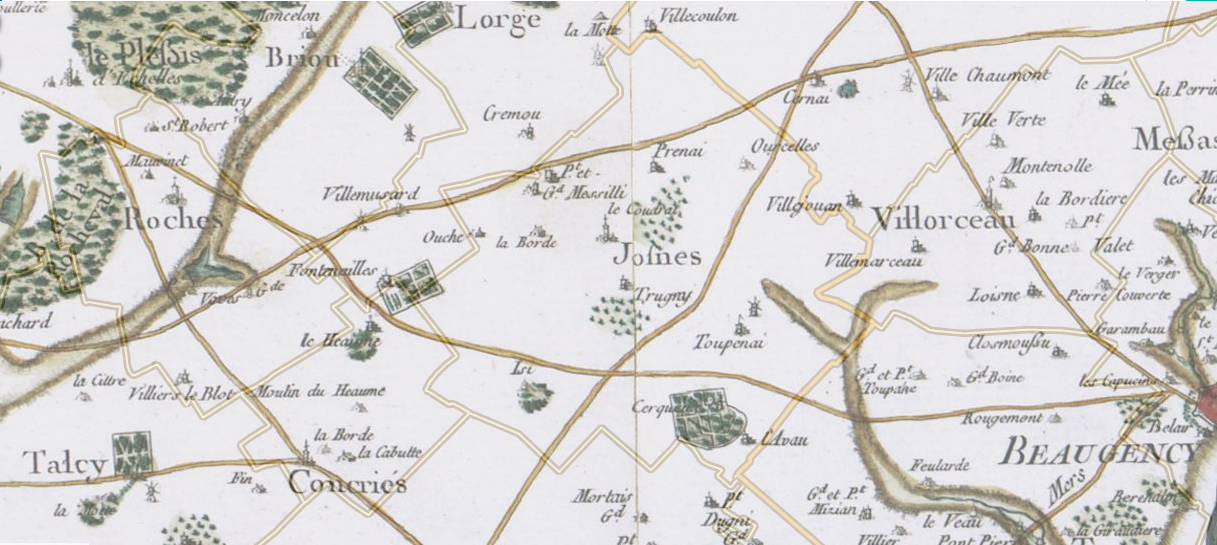
Josnes sur la carte de Cassini - limites de communes surlignées en jaune pâle

- Note : Les hameaux suivis d'une astérisque (*) sont indiqués sur la carte de Cassini, selon l'orthographe donnée entre parenthèses si celle-ci est différente de l'orthographe actuelle ; ces hameaux existaient donc déjà au XVIIIe siècle.

Les hameaux sont peu nombreux sur la commune mais plutôt densément peuplés, presque tous formant de petits villages. Ce sont :
- le Coudray (* « le Coudrai »)
- Isy (* « Isi »)
- Lavau (* « l'Aveau »)
- Messilly (* « Pt et Gd Messilli »)
- le Plessis
- Ourcelle (* « Ourcelles »)
- Origny
- Prenay (* « Prenai »)
- Toupenay (* « Toupenai »)
- Trugny (* même orthographe).

Depuis le  XVIIIe siècle et l'établissement de la carte de Cassini, la Borde, Ouche et le moulin de Toupenay ont disparu. On trouve les lieux-dits la Borde et les Hauts d'Ouches.
Toujours selon la carte de Cassini, une partie du domaine de Fontenailles  (pointe sud de la commune de Lorges) se trouvait sur l'actuelle commune de Josnes. La carte indique un château pour Fontenailles ; de même pour le Haume (maintenant sur la commune de Concriers), les deux châteaux se faisant face pour encadrer la route de Beaugency à Marchenoir où l'on rejoignait le « chemin de Blois à Châteaudun ».
Le château de Cerqueux, lui aussi sur la carte de Cassini, se trouve sur la route de Tavers.

### Climat
Pour des articles plus généraux, voir Climat du Centre-Val de Loire et Climat de Loir-et-Cher.
En 2010, le climat de la commune est de type climat océanique dégradé des plaines du Centre et du Nord, selon une étude du CNRS s'appuyant sur une série de données couvrant la période 1971-2000. En 2020, Météo-France publie une typologie des climats de la France métropolitaine dans laquelle la commune est exposée à un climat océanique altéré et est dans la région climatique Moyenne vallée de la Loire, caractérisée par une bonne insolation (1 850 h/an) et un été peu pluvieux.
Pour la période 1971-2000, la température annuelle moyenne est de 11 °C, avec une amplitude thermique annuelle de 15 °C. Le cumul annuel moyen de précipitations est de 642 mm, avec 10,8 jours de précipitations en janvier et 7,5 jours en juillet. Pour la période 1991-2020, la température moyenne annuelle observée sur la station météorologique de Météo-France la plus proche, sur la commune de Saint-Léonard-en-Beauce à 11 km à vol d'oiseau, est de 11,9 °C et le cumul annuel moyen de précipitations est de 642,2 mm,. Pour l'avenir, les paramètres climatiques de la commune estimés pour 2050 selon différents scénarios d'émission de gaz à effet de serre sont consultables sur un site dédié publié par Météo-France en novembre 2022.

### Milieux naturels et biodiversité
Le réseau Natura 2000 est un réseau écologique européen de sites naturels d'intérêt écologique élaboré à partir des Directives « Habitats » et « Oiseaux ». Ce réseau est constitué de Zones spéciales de conservation (ZSC) et de Zones de protection spéciale (ZPS). Dans les zones de ce réseau, les États membres s'engagent à maintenir dans un état de conservation favorable les types d'habitats et d'espèces concernés, par le biais de mesures réglementaires, administratives ou contractuelles. L'objectif est de promouvoir une gestion adaptée des habitats tout en tenant compte des exigences économiques, sociales et culturelles, ainsi que des particularités régionales et locales de chaque État membre. Les activités humaines ne sont pas interdites, dès lors que celles-ci ne remettent pas en cause significativement l'état de conservation favorable des habitats et des espèces concernés. Une partie du territoire communal est incluse dans le site Natura 2000 : la « Petite Beauce », d'une superficie de 52 565 ha.

## Urbanisme

### Typologie
Au 1er janvier 2024, Josnes est catégorisée commune rurale à habitat dispersé, selon la nouvelle grille communale de densité à sept niveaux définie par l'Insee en 2022.
Elle est située hors unité urbaine. Par ailleurs la commune fait partie de l'aire d'attraction d'Orléans, dont elle est une commune de la couronne,. Cette aire, qui regroupe 136 communes, est catégorisée dans les aires de 200 000 à moins de 700 000 habitants,.

### Occupation des sols
L'occupation des sols est marquée par l'importance des espaces agricoles et naturels (96,8 %). La répartition détaillée ressortant de la base de données européenne d'occupation biophysique des sols Corine Land Cover millésimée 2012 est la suivante : 
terres arables (11,6 %), 
cultures permanentes (0,6 %), 
zones agricoles hétérogènes (15,4 %), 
prairies (3,5 %), 
forêts (65,2 %), 
milieux à végétation arbustive ou herbacée (0,7 %), 
zones urbanisées (1 %), 
espaces verts artificialisés non agricoles (0,5 %), 
zones industrielles et commerciales et réseaux de communication (1,7 %), 
eaux continentales (0,5 %).

### Planification
En matière de planification, la commune disposait en 2017 d'un plan local d'urbanisme approuvé.

### Habitat et logement
Le tableau ci-dessous présente la typologie des logements à Josnes en 2016 en comparaison avec celle du Loir-et-Cher et de la France entière. Une caractéristique marquante du parc de logements est ainsi une proportion de résidences secondaires et logements occasionnels (10,4 %) inférieure à celle du département (18 %) mais supérieure à celle de la France entière (9,6 %). Concernant le statut d'occupation de ces logements, 83,8 % des habitants de la commune sont propriétaires de leur logement (85,2 % en 2011), contre 68,1 % pour le Loir-et-Cher et 57,6 pour la France entière.
|                                                         | Josnes | Loir-et-Cher | France entière |
| ------------------------------------------------------- | ------ | ------------ | -------------- |
| Résidences principales (en %)                           | 75,3   | 74,5         | 82,3           |
| Résidences secondaires et logements occasionnels (en %) | 10,4   | 18           | 9,6            |
| Logements vacants (en %)                                | 14,2   | 7,5          | 8,1            |

### Risques majeurs
Le territoire communal de Josnes est vulnérable à différents aléas naturels : ), climatiques (hiver exceptionnel ou canicule), mouvements de terrains ou sismique (sismicité très faible).
Il est également exposé à deux risques technologiques : le risque nucléaire et  le transport de matières dangereuses,.

#### Risques naturels
Les mouvements de terrains susceptibles de se produire sur la commune sont liés au retrait-gonflement des argiles. Le phénomène de retrait-gonflement des argiles est la conséquence d'un changement d'humidité des sols argileux. Les argiles sont capables de fixer l'eau disponible mais aussi de la perdre en se rétractant en cas de sécheresse. Ce phénomène peut provoquer des dégâts très importants sur les constructions (fissures, déformations des ouvertures) pouvant rendre inhabitables certains locaux. La carte de zonage de cet aléa peut être consultée sur le site de l'observatoire national des risques naturels Georisques.

#### Risques technologiques
La totalité du territoire de la commune peut être concernée par le risque nucléaire. En cas d'accident grave, certaines installations nucléaires sont susceptibles de rejeter dans l'atmosphère de l'iode radioactif. Or la commune se situe partiellement à l'intérieur du périmètre de 20 km du Plan particulier d'intervention de la centrale nucléaire de Saint-Laurent-des-Eaux. À ce titre les habitants de la commune, comme tous ceux résidant dans le périmètre proche de 20 km de la centrale ont bénéficié, à titre préventif, d'une distribution de comprimés d'iode stable dont l'ingestion avant rejet radioactif permet de pallier les effets sur la thyroïde d'une exposition à de l'iode radioactif. En cas d'incident ou d'accident nucléaire, des consignes de confinement ou d'évacuation peuvent être données et les habitants peuvent être amenés à ingérer, sur ordre du préfet, les comprimés en leur possession,.
Le risque de transport de marchandises dangereuses sur la commune est lié à sa traversée par une canalisation de transport de gaz. Un accident se produisant sur une telle infrastructure est en effet susceptible d'avoir des effets graves au bâti ou aux personnes jusqu'à 350 m, selon la nature du matériau transporté. Des dispositions d'urbanisme peuvent être préconisées en conséquence.

## Histoire

### Préhistoire
L'occupation humaine en ce lieu remonte à la Préhistoire ; Trugny (un nom d'origine gallo-romaine), Origny, et  les environs immédiats sont également riches en sites. L'abbé André Nouel cite Josnes comme station tardenoisienne (marquée par la production de microlithes) dans son étude du site tardenoisien de Beaugency.

### Époque gallo-romaine

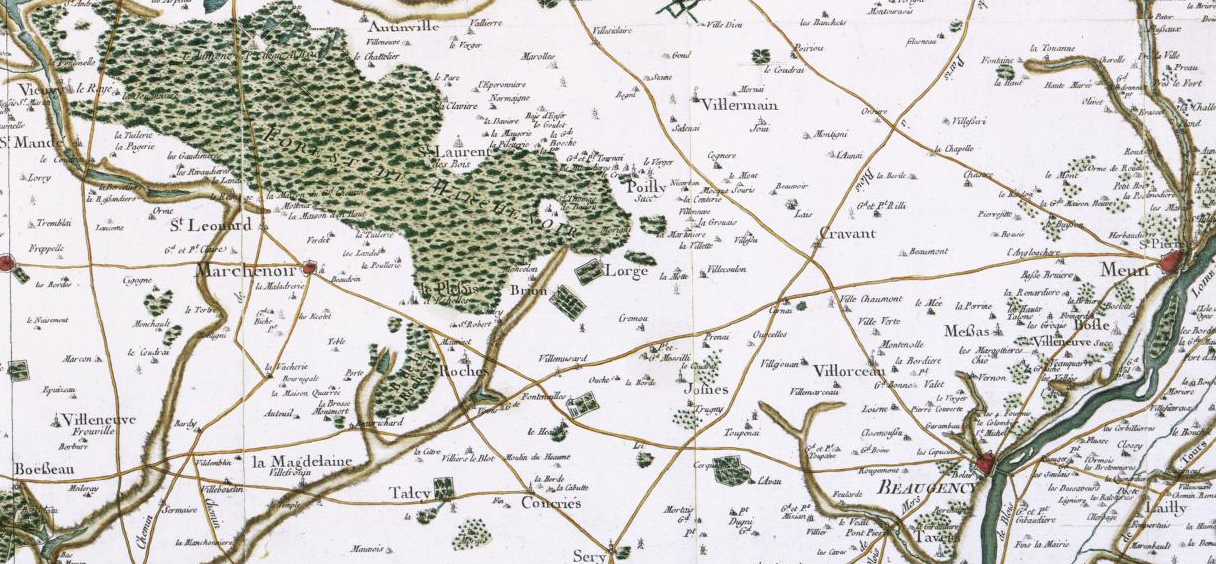
Carte de Cassini centrée sur Josnes et Lorges, montrant les voies anciennes

Josnes est proche du croisement de deux routes antiques importantes : Orléans-Le Mans, et Chartres-Bois ou Meung-sur-Loire-Vendôme (cette dernière passait à Prenay)
Plusieurs villas gallo-romaines ont été identifiées, par exemple au lieu-dit les Trinquettes près de Toupenay. Pour cette époque également, les environs sont riches en vestiges - un site bien connu étant celui de Glatigny.

### XVIIesiècle
Alexandre de Roulin est seigneur de Josnes en 1667.
Josnes a accueilli nombre de protestants avant et après la révocation de l'édit de Nantes en 1685. Au milieu du XIXe siècle Josnes comprend environ 400 protestants. Un temple protestant y est édifié après que celui de Lorges soit dissout,.

### XIXesiècle

#### Guerre de 1870
En décembre 1870, Josnes sera pendant quelques jours le siège du quartier général de l'armée de la Loire commandée par le général Chanzy, avant que ce dernier n'ordonne la retraite vers Vendôme puis vers Le Mans pour continuer le combat contre l'envahisseur. Les troupes françaises y ont résisté pendant quatre jours. Tout le secteur connaîtra les souffrances de la guerre.
Vers la fin du XIXe siècle, le phylloxéra a durement frappé le vignoble implanté de très longue date.

#### Seconde Guerre mondiale
Entre le 29 janvier 1939 et le 8 février, plus de 3 100 réfugiés espagnols fuyant l'effondrement de la république espagnole devant Franco, arrivent dans le Loir-et-Cher. Devant l'insuffisance des structures d'accueil (les haras de Selles-sur-Cher sont notamment utilisés), 47 villages sont mis à contribution, dont Josnes. Les réfugiés, essentiellement des femmes et des enfants, sont soumis à une quarantaine stricte, vaccinés, le courrier est limité, le ravitaillement, s'il est peu varié et cuisiné à la française, est cependant assuré. Au printemps et à l'été, les réfugiés sont regroupés à Bois-Brûlé (commune de Boisseau).

### Héraldique
|  | Les armoiries de Josnes se blasonnent ainsi : Fascé contre-fascé d'azur et d'argent au château de gueules ouvert et ajouré du champ brochant, au chef d'or chargé d'une aigle issante d'azur. Création J.P Fernon - Ph. Barbosa (1996). |

## Politique et administration
Jusqu'en 2014 Josnes était l'une des dix-huit communes du canton de Marchenoir (11 km O-N-O). De mars à décembre 2015 le canton de Marchenoir a été absorbé par le canton de la Beauce, dont le bureau centralisateur est Ouzouer-le-Marché et qui comprenait à se création quarante-trois communes, puis trente-sept communes depuis le 1er janvier 2016.

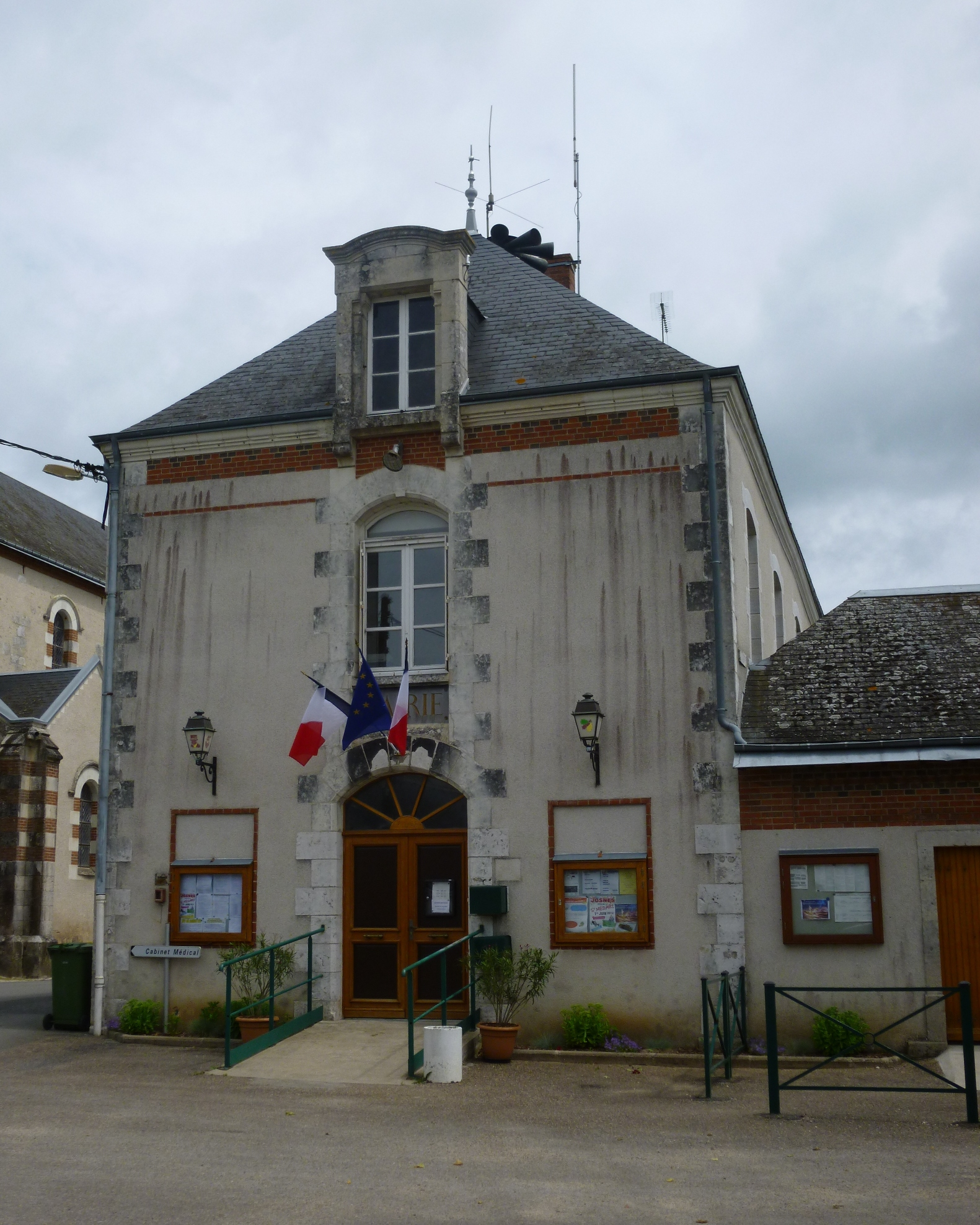
Mairie de Josnes.

### Découpage territorial
La commune de Josnes est membre de la Communauté de communes Beauce Val de Loire, un établissement public de coopération intercommunale (EPCI) à fiscalité propre créé le 1er janvier 2016.
Elle est rattachée sur le plan administratif à l'arrondissement de Blois, au département de Loir-et-Cher et à la région Centre-Val de Loire, en tant que circonscriptions administratives. Sur le plan électoral, elle est rattachée au canton de la Beauce depuis 2015 pour l'élection des conseillers départementaux et à la troisième circonscription de Loir-et-Cher pour les élections législatives.

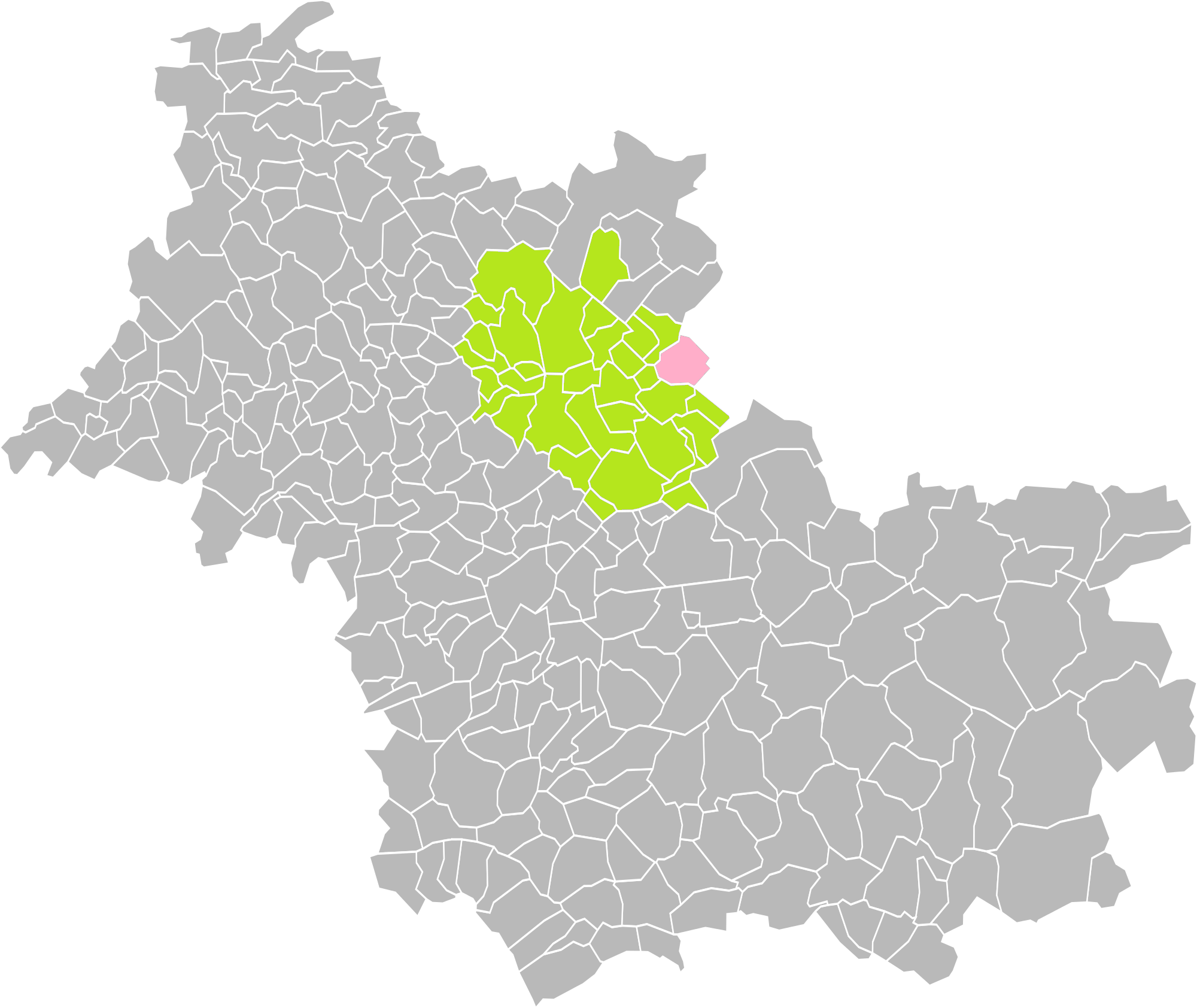
Josnes dans l'intercommunalité en 2016.

### Politique et administration municipale

#### Conseil municipal et maire
Le conseil municipal de Josnes, commune de moins de 1 000 habitants, est élu au scrutin majoritaire plurinominal avec listes ouvertes et panachage. Compte tenu de la population communale, le nombre de sièges au conseil municipal est de 15. Le maire, à la fois agent de l'État et exécutif de la commune en tant que collectivité territoriale, est élu par le conseil municipal au scrutin secret lors de la première réunion du conseil suivant les élections municipales, pour un mandat de six ans, c'est-à-dire pour la durée du mandat du conseil.
| Période        | Période  | Identité            | Étiquette | Qualité                                    |
| -------------- | -------- | ------------------- | --------- | ------------------------------------------ |
| avant 1988     | ?        | Pierre Huet         |           |                                            |
| 2008           | 2014     | Georges Khomiakoff  |           |                                            |
| septembre 2017 | En cours | Catherine Baudouin, | DVC       | Ingénieure ou cadre technique d'entreprise |

## Population et société

### Démographie

#### Évolution démographique
L'évolution du nombre d'habitants est connue à travers les recensements de la population effectués dans la commune depuis 1793. Pour les communes de moins de 10 000 habitants, une enquête de recensement portant sur toute la population est réalisée tous les cinq ans, les populations de référence des années intermédiaires étant quant à elles estimées par interpolation ou extrapolation. Pour la commune, le premier recensement exhaustif entrant dans le cadre du nouveau dispositif a été réalisé en 2004.
En 2022, la commune comptait 862 habitants, en évolution de −4,22 % par rapport à 2016 (Loir-et-Cher : −1,15 %, France hors Mayotte : +2,11 %). Le maximum de la population a été atteint en 1851 avec 1 664 habitants.
| 1793  | 1800  | 1806  | 1821  | 1831  | 1836  | 1841  | 1846  | 1851  |
| ----- | ----- | ----- | ----- | ----- | ----- | ----- | ----- | ----- |
| 1 238 | 1 162 | 1 184 | 1 363 | 1 446 | 1 503 | 1 559 | 1 620 | 1 664 |

| 1856  | 1861  | 1866  | 1872  | 1876  | 1881  | 1886  | 1891  | 1896  |
| ----- | ----- | ----- | ----- | ----- | ----- | ----- | ----- | ----- |
| 1 626 | 1 628 | 1 624 | 1 523 | 1 526 | 1 553 | 1 508 | 1 525 | 1 397 |

| 1901  | 1906  | 1911  | 1921  | 1926  | 1931 | 1936 | 1946 | 1954 |
| ----- | ----- | ----- | ----- | ----- | ---- | ---- | ---- | ---- |
| 1 287 | 1 264 | 1 220 | 1 083 | 1 022 | 990  | 930  | 918  | 894  |

| 1962 | 1968 | 1975 | 1982 | 1990 | 1999 | 2004 | 2006 | 2009 |
| ---- | ---- | ---- | ---- | ---- | ---- | ---- | ---- | ---- |
| 838  | 861  | 808  | 793  | 775  | 872  | 953  | 974  | 900  |

| 2014 | 2019 | 2022 | - | - | - | - | - | - |
| ---- | ---- | ---- | - | - | - | - | - | - |
| 886  | 862  | 862  | - | - | - | - | - | - |

#### Pyramide des âges
La population de la commune est relativement jeune.
En 2018, le taux de personnes d'un âge inférieur à 30 ans s'élève à 31,8 %, soit au-dessus de la moyenne départementale (31,3 %). À l'inverse, le taux de personnes d'âge supérieur à 60 ans est de 27,5 % la même année, alors qu'il est de 31,6 % au niveau départemental.
En 2018, la commune comptait 448 hommes pour 427 femmes, soit un taux de 51,2 % d'hommes, largement supérieur au taux départemental (48,55 %).
Les pyramides des âges de la commune et du département s'établissent comme suit.
| Hommes | Classe d’âge | Femmes |
| ------ | ------------ | ------ |
| 0,9    | 90 ou +      | 2,9    |
| 9,1    | 75-89 ans    | 9,3    |
| 16,1   | 60-74 ans    | 16,9   |
| 23,4   | 45-59 ans    | 20,7   |
| 17,5   | 30-44 ans    | 20,0   |
| 13,6   | 15-29 ans    | 12,4   |
| 19,5   | 0-14 ans     | 18,1   |

| Hommes | Classe d’âge | Femmes |
| ------ | ------------ | ------ |
| 1,1    | 90 ou +      | 2,6    |
| 9,2    | 75-89 ans    | 11,9   |
| 19,7   | 60-74 ans    | 20,4   |
| 20,7   | 45-59 ans    | 20     |
| 16,5   | 30-44 ans    | 16,2   |
| 15,2   | 15-29 ans    | 13,2   |
| 17,6   | 0-14 ans     | 15,7   |

## Économie et services
62 établissements actifs se répartissent entre 10 commerces, 13 agriculteurs, 9 entreprises de construction, 7 établissements industriels, 10 commerces et 5 administrations publiques. Plus de la moitié des salariés est employée dans la construction (mais un nombre important de travailleurs sont enregistrés comme indépendants). Un seul établissement comprend plus de 9 salariés. La capacité d'accueil touristique est 265 lits.
La commune inclut un médecin.

## Économie

### Secteurs d'activité
Le tableau ci-dessous détaille le nombre d'entreprises implantées à Josnes selon leur secteur d'activité et le nombre de leurs salariés :
|                                                              | total | % com (% dep) | 0 salarié | 1 à 9 salarié(s) | 10 à 19 salariés | 20 à 49 salariés | 50 salariés ou plus |
| ------------------------------------------------------------ | ----- | ------------- | --------- | ---------------- | ---------------- | ---------------- | ------------------- |
| Ensemble                                                     | 78    | 100,0 (100)   | 59        | 18               | 0                | 1                | 0                   |
| Agriculture, sylviculture et pêche                           | 10    | 12,8 (11,8)   | 7         | 3                | 0                | 0                | 0                   |
| Industrie                                                    | 8     | 10,3 (6,5)    | 7         | 1                | 0                | 0                | 0                   |
| Construction                                                 | 12    | 15,4 (10,3)   | 9         | 2                | 0                | 1                | 0                   |
| Commerce, transports, services divers                        | 41    | 52,6 (57,9)   | 32        | 9                | 0                | 0                | 0                   |
| dont commerce et réparation automobile                       | 10    | 12,8 (17,5)   | 7         | 3                | 0                | 0                | 0                   |
| Administration publique, enseignement, santé, action sociale | 7     | 9,0 (13,5)    | 4         | 3                | 0                | 0                | 0                   |
| Champ : ensemble des activités.                              |       |               |           |                  |                  |                  |                     |

Le secteur du commerce, transports et services divers est prépondérant sur la commune (41 entreprises sur 78) néanmoins le secteur agricole reste important puisqu'en proportions (12,8 %), il est plus important qu'au niveau départemental (11,8 %). 
Sur les 78 entreprises implantées à Josnes en 2016, 59 ne font appel à aucun salarié, 18 comptent 1 à 9 salariés,  et 1 emploie entre 20 et 49 personnes.
Au 1er juillet 2017, la commune est classée en zone de revitalisation rurale (ZRR), un dispositif visant à aider le développement des territoires ruraux principalement à travers des mesures fiscales et sociales. Des mesures spécifiques en faveur du développement économique s'y appliquent également.

### Agriculture
En 2010, l'orientation technico-économique de l'agriculture sur la commune est la culture de céréales et d'oléoprotéagineux (COP). Le département a perdu près d'un quart de ses exploitations en 10 ans, entre 2000 et 2010 (c'est le département de la région Centre-Val de Loire qui en compte le moins). Cette tendance se retrouve également au niveau de la commune où le nombre d'exploitations est passé de 44 en 1988 à 16 en 2000 puis à 11 en 2010. Parallèlement, la taille de ces exploitations augmente, passant de 51 ha en 1988 à 123 ha en 2010. 
Le tableau ci-dessous présente les principales caractéristiques des exploitations agricoles de Josnes, observées sur une période de 22 ans : 
|                                      | 1988                 | 2000                 | 2010                 |
| Dimension économique                 | Dimension économique | Dimension économique | Dimension économique |
| ------------------------------------ | -------------------- | -------------------- | -------------------- |
| Nombre d'exploitations (u)           | 44                   | 16                   | 11                   |
| Travail (UTA)                        | 56                   | 18                   | 12                   |
| Surface agricole utilisée (ha)       | 2 254                | 1 420                | 1 349                |
| Cultures                             |                      |                      |                      |
| Terres labourables (ha)              | 2 251                | 1 418                | 1 341                |
| Céréales (ha)                        | 1632                 | 938                  | 927                  |
| dont blé tendre (ha)                 | 746                  | 523                  | 324                  |
| dont maïs-grain et maïs-semence (ha) | 84                   | s                    | s                    |
| Tournesol (ha)                       | 409                  | 155                  | 36                   |
| Colza et navette (ha)                | 169                  | s                    | 234                  |
| Élevage                              |                      |                      |                      |
| Cheptel (UGBTA)                      | 51                   | 62                   | 128                  |

#### Produits labellisés
Le territoire de la commune est intégré aux aires de productions de divers produits bénéficiant d'une indication géographique protégée (IGP) : le vin Val-de-loire et les volailles de l’Orléanais,.

## Culture locale et patrimoine

### Lieux et monuments
- L'église Saint-Médard : de style néo-roman, date de 1862 sur l'emplacement d'un précédent édifice détruit vers 1850. L'architecte en est Jules de la Morandière, mais son ouvrage n'est alors probablement pas unanimement approuvé car la tradition orale affirme qu'il n'a reçu qu'une partie du paiement. La première église datait probablement du XIe siècle[39]. Elle contient quatre piliers de marbre noir dont l'origine est attribuée, à tort ou à raison, à un ancien temple gallo-romain.
- Le château de Cerqueux: édifié aux XVIIe et XVIIIe siècles sur le site d'anciens bâtiments médiévaux. Propriété privée. Éléments inscrits aux Monuments Historiques : escalier avec rampe en fer forgé, toiture, façade[71].

Le Petit Musée du souvenir de Josnes a ouvert le 8 mai 2016 ; il offre une rétrospective de la vie quotidienne depuis le début du XXe siècle.
Environs
- À 10 km au sud juste de l'autre côté de la Loire, l'archéovillage de Saint-Laurent-Nouan a ouvert ses portes début 2016 dans 12 hectares de forêt[73],[74].

### Personnalités liées à la commune
- Gérard Boutet, écrivain, illustrateur, journaliste, est né et vit à Josnes.

Notes sur le château de Cerqueux :
- Barthélemy Libron, ancien chirurgien major de la Garde impériale[Laquelle ?], a été propriétaire du château. Veuf d'un premier mariage, il épousa la fille du général Lebley.
- Claude Marie Lebley (° 1754 à Strasbourg - mort en 1833 à Josnes), général de division, maréchal de camp, officier de la Légion d'honneur, est mort au château de Cerqueux chez sa petite-fille Henriette "Zoé" Libron, épouse de Émile Roger.
- Leur fils, Maurice Roger (°1857 Blois - †1916 Blois), avocat de grand talent à Blois, hérita du château. Il a voué sa vie à la défense du Loir-et-Cher.